# Équipe des États-Unis de rink hockey
L'équipe des États-Unis de rink hockey est la sélection nationale qui représente les États-Unis en rink hockey.

## Sélection actuelle
| # | Joueur | Poste |
|   |        |       |
|   |        |       |
|   |        |       |
|   |        |       |
|   |        |       |
|   |        |       |
|   |        |       |
|   |        |       |
|   |        |       |
|   |        |       |